# Fritz Szepan
Fritz Hermann Szepan, właśc. Friedrich Hermann Sczepan (ur. 2 września 1907 w Gelsenkirchen, zm. 14 grudnia 1974 tamże) – niemiecki piłkarz, występujący na pozycji napastnika, reprezentant Niemiec w latach 1929–1939, brązowy medalista Mistrzostw Świata 1934, trener piłkarski.

## Kariera klubowa
Podczas swojej kariery występował w zespole FC Schalke 04, z którym sześciokrotnie wywalczył mistrzostwo Niemiec a także krajowy puchar w 1937 roku.

## Kariera reprezentacyjna
W reprezentacji Niemiec zagrał 34 razy i strzelił 8 bramek. Debiutował 20 października 1929 w towarzyskim meczu przeciwko Finlandii (4:0), w którym strzelił gola. Wystąpił na Mistrzostwach Świata 1934, gdzie wywalczył ze swoim zespołem brązowy medal, oraz Mistrzostwach Świata 1938.

## Życie prywatne
Był potomkiem Mazurów, którzy przed I wojną światową osiedlili się w okolicach Zagłębia Ruhry. Poślubił siostrę Ernsta Kuzorry, który to wstąpił w związek małżeński z siostrą Szepana. W latach 30. i 40. obaj zawodnicy grali w klubie FC Schalke 04. W 1937 roku Szepan wstąpił do NSDAP. Zmarł po długiej chorobie w wieku 67 lat. Jego grób znajduje się na cmentarzu protestanckim Rosenhügel w Gelsenkirchen.

## Sukcesy

### Jako piłkarz
Niemcy
- brązowy medal mistrzostw świata: 1934

FC Schalke 04
- mistrzostwo Niemiec: 1933/34, 1934/35, 1936/37, 1938/39, 1939/40, 1941/1942
- Puchar Niemiec: 1937

### Jako trener
Rot-Weiss Essen
- mistrzostwo Niemiec: 1954/55